# Eliminatorias de la Liga de Campeones Femenina de la CAF 2024
La Liga de Campeones Femenina de la CAF, también conocido como TotalEnergies, por razones de patrocinio, es la cuarta edición del campeonato de fútbol de mujeres en África organizado por la Confederación de Fútbol africano (CAF). Esta edición se jugó en dos fases; la clasificatoria zonal se realizó entre el 1 y el 30 de agosto de 2024. El torneo final, se realizó en Marruecos, entre el 9 y el 23 de noviembre de 2024.
La clasificación se llevó a cabo en las 6 subconfederaciones de la CAF. Al final de la clasificación, los equipos clasificados se redujeron a los 8 finalistas que luego pasarían a la fase de grupos de esta edición del torneo, que se llevó a cabo en dos estadios en Casablanca y El Yadida, Marruecos.
Estos equipos estaban compuestos por un equipo ganador de cada una de las competiciones de clasificación de las subconfederaciones de la CAF (WAFU que se divide en dos zonas), el equipo ganador de la liga del país anfitrión.

## Equipos
Todos los equipos participantes se clasificaron para sus competiciones clasificatorias subregionales tras ganar sus respectivos títulos de liga nacional y lograron que la CAF aceptara sus solicitudes de licencia de club. Un total de 36 (de 54) países tuvieron al menos un equipo que participó en esta primera edición clasificatoria.
| Zonas   | Zonas   | Equipos                | Equipos           | Equipos            | Equipos              |
| ------- | ------- | ---------------------- | ----------------- | ------------------ | -------------------- |
| UNAF    | UNAF    | CF Akbou               | Tutankhamun       | AS FAR             | ASF Sousse           |
|         |         |                        |                   |                    |                      |
| WAFU    | A       | Red Scorpion WFC       | Determine Girls   | AS Mandé           | Aigles de la Médina  |
| WAFU    | A       | Mogbwemo Queens        |                   |                    |                      |
| WAFU    | B       | Ainonvi FC             | AO Etincelle      | FC Inter d'Abidjan | Hasaacas Ladies      |
| WAFU    | B       | AS GNN                 | Edo Queens        | ASKO Kara          |                      |
|         |         |                        |                   |                    |                      |
| UNIFFAC | UNIFFAC | Lekié FF               | CSM Diables Noirs | TP Mazembe         | Atlético Malabo      |
|         |         |                        |                   |                    |                      |
| CECAFA  | CECAFA  | PVP Buyenzi            | FAD Club          | CBE                | Kenya Police Bullets |
| CECAFA  | CECAFA  | Rayon Sports           | Yei Joint Stars   | Simba Queens       | Kawempe Muslim LFC   |
|         |         |                        |                   |                    |                      |
| COSAFA  | COSAFA  | Gaborone United Ladies | Young Buffaloes   | Ascent Academy     | UD Lichinga          |
| COSAFA  | COSAFA  | Ongos SC               | UWC Ladies        | Green Buffaloes    | Herentals Queens     |

## Clasificación
Cada subconfederación de la CAF celebró un torneo clasificatorio, comenzando con la UNAF para el norte de África y la WAFU Zona A para África Occidental y terminando con la final para la competencia de la COSAFA. Las ganadoras de estos torneos avanzaron a la fase de grupos de la Liga de Campeones Femenina de la CAF 2024, donde se les unieron las campeonas de la liga del país anfitrión.

## Torneo zonal
Un ganador de cada región avanza al torneo final.

### UNAF
El sorteo de esta edición de clasificación se celebró el 24 de julio de 2024 en El Cairo, Egipto.
Se definió 1 grupo. Avanzan a la siguiente ronda quienes ocupen el primer y segundo lugar. La competición en sí se desarrolló del 24 al 30 de agosto en Rouïba, Argel, y Blida, Argelia.
AS FAR ganó el torneo y se clasificó para la competición principal por cuarta vez consecutiva en su historia. Sin embargo, tras el anuncio de que Marruecos sería el anfitrión de la final, el subcampeón de la clasificación de la UNAF, FC Masar (que era conocido como Tutankamón durante la clasificación), recibió una plaza en la final, ya que AS FAR también ganó el Campeonato Femenino de Marruecos y se clasificó automáticamente como anfitrión.

#### Lugares
A partir de la última edición de los Clasificatorios UNAF de la Liga de Campeones Femenina de la CAF de 2023, el Estadio Miloud Hadefi en Orán, Argelia, fue elegido primero para albergar el torneo clasificatorio. El 1 de julio de 2024, la Federación Argelina de Fútbol (FAF) decidió cambiar la sede a Argel. Es la segunda vez que Orán es elegido pero no organiza el evento.

| Pos. | Equipo      | Pts. | PJ | G | E | P | GF | GC | Dif. | Clasificación |     | FAR | TUT | CFA | ASF |
| ---- | ----------- | ---- | -- | - | - | - | -- | -- | ---- | ------------- | --- | --- | --- | --- | --- |
| 1    | AS FAR      | 9    | 3  | 3 | 0 | 0 | 10 | 0  | +10  | Torneo Final  |     | —   | 1–0 | 4–0 |     |
| 2    | Tutankhamun | 6    | 3  | 2 | 0 | 1 | 11 | 3  | +8   |               |     |     | —   | 4–2 |     |
| 3    | CF Akbou    | 3    | 3  | 1 | 0 | 2 | 6  | 9  | −3   |               |     |     | —   | 4–1 |     |
| 4    | ASF Sousse  | 0    | 3  | 0 | 0 | 3 | 1  | 16 | −15  |               | 0–5 | 0–7 |     | —   |     |

 Fuente: UNAF
Criterios de clasificación: 
| 24 de agosto de 2024 | AS FAR | 4:0     | CF Akbou | Estadio Salem Mabrouki, Rouïba, Argel, Argelia |                           |
| 17:00                |        | Reporte |          | Árbitro(s): Noura Elsayed                      | Árbitro(s): Noura Elsayed |

| 24 de agosto de 2024 | ASF Sousse | 0:7     | Tutankhamun | Estadio Salem Mabrouki, Rouïba, Argel, Argelia |                                |
| 20:00                |            | Reporte |             | Árbitro(s): Zoulaikha Harmasse                 | Árbitro(s): Zoulaikha Harmasse |

| 27 de agosto de 2024 | ASF Sousse | 0:5 | AS FAR | Estadio Salem Mabrouki, Rouïba, Argel, Argelia |                         |
| 17:00                |            |     |        | Árbitro(s): Ghada Mehat                        | Árbitro(s): Ghada Mehat |

| 27 de agosto de 2024 | Tutankhamun | 4:2 | CF Akbou | Estadio Salem Mabrouki, Rouïba, Argel, Argelia |                             |
| 20:00                |             |     |          | Árbitro(s): Dorsaf Ganouati                    | Árbitro(s): Dorsaf Ganouati |

| 30 de agosto de 2024 | CF Akbou | 4:1 | ASF Sousse | Estadio Mustapha Tchaker, Blida, Argelia |                                |
| 18:00                |          |     |            | Árbitro(s): Zoulaikha Harmasse           | Árbitro(s): Zoulaikha Harmasse |

| 30 de agosto de 2024 | AS FAR | 1:0 | Tutankhamun | Estadio Salem Mabrouki, Rouïba, Argel, Argelia |                             |
| 18:00                |        |     |             | Árbitro(s): Dorsaf Ganouati                    | Árbitro(s): Dorsaf Ganouati |

### WAFU
Esta zona se divide en dos.

#### WAFU Zona A
Esta zona cuenta con un solo grupo. La ganadora del torneo se clasifica para la fase final de la Liga de Campeones Femenina de la CAF 2024 que se celebró en Marruecos. El torneo tuvo lugar en Bo (Sierra Leona), Sierra Leona, entre el 1 y el 11 de agosto de 2024.

##### Grupo A
| Pos. | Equipo              | Pts. | PJ | G | E | P | GF | GC | Dif. | Clasificación               |     | ADM | MOQ | DGF | RSC | ASM |
| ---- | ------------------- | ---- | -- | - | - | - | -- | -- | ---- | --------------------------- | --- | --- | --- | --- | --- | --- |
| 1    | Aigles de la Médina | 7    | 4  | 2 | 1 | 1 | 6  | 5  | +1   | Avanzan a Fase eliminatoria |     | —   |     | 2–1 | 2–0 |     |
| 2    | Mogbwemo Queens     | 6    | 4  | 1 | 3 | 0 | 4  | 3  | +1   | Avanzan a Fase eliminatoria |     | 2–2 | —   |     | 0–0 | 0–0 |
| 3    | Determine Girls     | 6    | 4  | 2 | 0 | 2 | 7  | 6  | +1   |                             |     |     | 1–2 | —   | 2–1 | 3–1 |
| 4    | Red Scorpion        | 4    | 4  | 1 | 1 | 2 | 2  | 4  | −2   |                             |     |     |     | —   |     |     |
| 5    | AS Mandé            | 4    | 4  | 1 | 1 | 2 | 3  | 4  | −1   |                             | 2–0 |     |     | 0–1 | —   |     |

 Fuente: 
| 1 de agosto de 2023 | Mogbwemo Queens | 0:0     | AS Mandé | Estadio Bo, Bo (Sierra Leona) |                  |
| 16:00               |                 | Reporte |          | Árbitro(s): [[]]              | Árbitro(s): [[]] |

| 1 de agosto de 2023 | Aigles de la Médina | 2:0     | Red Scorpion WFC | Estadio Bo, Bo (Sierra Leona) |                  |
| 19:00               |                     | Reporte |                  | Árbitro(s): [[]]              | Árbitro(s): [[]] |

| 3 de agosto de 2023 | Determine Girls FC | 2:1     | Red Scorpion WFC | Estadio Bo, Bo (Sierra Leona) |                  |
| 16:00               |                    | Reporte |                  | Árbitro(s): [[]]              | Árbitro(s): [[]] |

| 3 de agosto de 2023 | AS Mandé | 2:0     | Aigles de la Médina | Estadio Bo, Bo (Sierra Leona) |                  |
| 19:00               |          | Reporte |                     | Árbitro(s): [[]]              | Árbitro(s): [[]] |

| 5 de agosto de 2023 | Mogbwemo Queens | 2:2     | Aigles de la Médina | Estadio Bo, Bo (Sierra Leona) |                  |
| 16:00               |                 | Reporte |                     | Árbitro(s): [[]]              | Árbitro(s): [[]] |

| 5 de agosto de 2023 | Determine Girls FC | 3:1     | AS Mandé | Estadio Bo, Bo (Sierra Leona) |                  |
| 19:00               |                    | Reporte |          | Árbitro(s): [[]]              | Árbitro(s): [[]] |

| 8 de agosto de 2023 | Determine Girls FC | 1:2 | Mogbwemo Queens | Estadio Bo, Bo (Sierra Leona) |                  |
| 16:00               |                    |     |                 | Árbitro(s): [[]]              | Árbitro(s): [[]] |

| 8 de agosto de 2023 | AS Mandé | 0:1 | Red Scorpion WFC | Estadio Bo, Bo (Sierra Leona) |                  |
| 19:00               |          |     |                  | Árbitro(s): [[]]              | Árbitro(s): [[]] |

| 11 de agosto de 2023 | Aigles de la Médina | 2:1     | Determine Girls FC | Estadio Bo, Bo (Sierra Leona) |                  |
| 16:00                |                     | Reporte |                    | Árbitro(s): [[]]              | Árbitro(s): [[]] |

| 11 de agosto de 2023 | Mogbwemo Queens | 0:0 | Red Scorpion WFC | Estadio Bo, Bo (Sierra Leona) |                  |
| 19:00                |                 |     |                  | Árbitro(s): [[]]              | Árbitro(s): [[]] |

#### WAFU Zona B
Esta zona cuenta con dos grupos, el primer grupo con 3 participantes y el grupo 2 con cuatro participantes. Avanzan a la siguiente ronda los dos primeros de cada grupo. El torneo tuvo lugar en Bouaké y Yamusukro, Costa de Marfil entre el 11 y el 17 de agosto de 2024.

#### Fase de grupos

##### Grupo A
| Pos. | Equipo             | Pts. | PJ | G | E | P | GF | GC | Dif. | Clasificación               |  | AFC | FCI | ASK |
| ---- | ------------------ | ---- | -- | - | - | - | -- | -- | ---- | --------------------------- |  | --- | --- | --- |
| 1    | Ainonvi FC         | 6    | 2  | 2 | 0 | 0 | 4  | 2  | +2   | Avanzan a Fase eliminatoria |  | —   |     | 2–1 |
| 2    | FC Inter d'Abidjan | 3    | 2  | 1 | 0 | 1 | 5  | 5  | 0    | Avanzan a Fase eliminatoria |  | 1–2 | —   |     |
| 3    | ASKO Kara          | 0    | 2  | 0 | 0 | 2 | 4  | 6  | −2   |                             |  |     | 3–4 | —   |

 Fuente: 
| 10 de agosto de 2024 | FC Inter d'Abidjan | 1:2 | Ainonvi FC | Estadio Bouaké, Bouaké, Costa de Marfil |                  |
| 15:00                |                    |     |            | Árbitro(s): [[]]                        | Árbitro(s): [[]] |

| 13 de agosto de 2024 | ASKO Kara | 1:2 | Ainonvi FC | Estadio Charles Konan Banny, Yamusukro, Costa de Marfil |                  |
| 16:00                |           |     |            | Árbitro(s): [[]]                                        | Árbitro(s): [[]] |

| 16 de agosto de 2024 | FC Inter d'Abidjan | 4:3     | ASKO Kara | Estadio Bouaké, Bouaké, Costa de Marfil |                  |
| 16:00                |                    | Reporte |           | Árbitro(s): [[]]                        | Árbitro(s): [[]] |

##### Grupo B
| Pos. | Equipo          | Pts. | PJ | G | E | P | GF | GC | Dif. | Clasificación |     | EDO | AOE | HSC | ASG |
| ---- | --------------- | ---- | -- | - | - | - | -- | -- | ---- | ------------- | --- | --- | --- | --- | --- |
| 1    | Edo Queens      | 9    | 3  | 3 | 0 | 0 | 9  | 0  | +9   | Torneo Final  |     | —   | 1–0 | 0–3 |     |
| 2    | AO Etincelle    | 4    | 3  | 1 | 1 | 1 | 6  | 2  | +4   | Torneo Final  |     |     | —   |     | 1–6 |
| 3    | Hasaacas Ladies | 4    | 3  | 1 | 1 | 1 | 6  | 4  | +2   |               |     |     | 0–0 | —   | 6–1 |
| 4    | AS GNN          | 0    | 3  | 0 | 0 | 3 | 2  | 17 | −15  |               | 0–5 |     |     | —   |     |

 Fuente: 
Criterios de clasificación: 
| 11 de agosto de 2024 | Hasaacas Ladies | 0:0     | AO Etincelle | Estadio Bouaké, Bouaké, Costa de Marfil |                  |
| 16:00                |                 | Reporte |              | Árbitro(s): [[]]                        | Árbitro(s): [[]] |

| 11 de agosto de 2024 | AS GNN | 0:5     | Edo Queens | Estadio Bouaké, Bouaké, Costa de Marfil |                  |
| 18:00                |        | Reporte |            | Árbitro(s): [[]]                        | Árbitro(s): [[]] |

| 14 de agosto de 2024 | AS GNN | 1:6 | AO Etincelle | Estadio Bouaké, Bouaké, Costa de Marfil |                  |
| 15:00                |        |     |              | Árbitro(s): [[]]                        | Árbitro(s): [[]] |

| 14 de agosto de 2024 | Hasaacas Ladies | 0:3 | Edo Queens | Estadio Bouaké, Bouaké, Costa de Marfil |                  |
| 18:00                |                 |     |            | Árbitro(s): [[]]                        | Árbitro(s): [[]] |

| 17 de agosto de 2024 | Hasaacas Ladies | 6:1     | AS GNN | Estadio Bouaké, Bouaké, Costa de Marfil |                  |
| 16:00                |                 | Reporte |        | Árbitro(s): [[]]                        | Árbitro(s): [[]] |

| 17 de agosto de 2024 | AO Etincelle | 0:1     | Edo Queens | Estadio Bouaké, Bouaké, Costa de Marfil |                  |
| 16:00                |              | Reporte |            | Árbitro(s): [[]]                        | Árbitro(s): [[]] |

#### Fase eliminatoria
|  | Semifinales                              | Semifinales                              |   |                                       | Final                                 | Final |  |
|  |                                          |                                          |   |                                       |                                       |       |  |
|  |                                          |                                          |   |                                       |                                       |       |  |
|  | 20 de agosto, Yamusukro, Costa de Marfil |                                          |   |                                       |                                       |       |  |
|  | Ainonvi FC                               | 1                                        |   |                                       |                                       |       |  |
|  | AO Etincelle                             | 0                                        |   |                                       |                                       |       |  |
|  |                                          |                                          |   |                                       |                                       |       |  |
|  |                                          |                                          |   |                                       | 23 de agosto, Bouaké, Costa de Marfil |       |  |
|  |                                          |                                          |   |                                       | Ainonvi FC                            | 0     |  |
|  |                                          | Edo Queens                               | 3 |                                       |                                       |       |  |
|  |                                          |                                          |   |                                       |                                       |       |  |
|  |                                          |                                          |   |                                       |                                       |       |  |
|  |                                          |                                          |   |                                       | Tercer lugar                          |       |  |
|  | 20 de agosto, Yamusukro, Costa de Marfil | 20 de agosto, Yamusukro, Costa de Marfil |   | 22 de agosto, Bouaké, Costa de Marfil | 22 de agosto, Bouaké, Costa de Marfil |       |  |
|  | Edo Queens                               | 2                                        |   | AO Etincelle                          | 1                                     |       |  |
|  | FC Inter d'Abidjan                       | 1                                        |   |                                       | FC Inter d'Abidjan                    | 0     |  |

#### Semifinales
| 20 de agosto de 2024 | Ainonvi FC | 1:0 | AO Etincelle | Estadio Charles Konan Banny, Yamusukro, Costa de Marfil |                  |
| 15:00                |            |     |              | Árbitro(s): [[]]                                        | Árbitro(s): [[]] |

| 20 de agosto de 2024 | Edo Queens | 2:1 | FC Inter d'Abidjan | Estadio Charles Konan Banny, Yamusukro, Costa de Marfil |                  |
| 18:30                |            |     |                    | Árbitro(s): [[]]                                        | Árbitro(s): [[]] |

#### Partido por el tercer puesto
| 22 de agosto de 2024 | AO Etincelle | 0:1 | FC Inter d'Abidjan | Estadio Bouaké, Bouaké, Costa de Marfil |                  |
| 18:30                |              |     |                    | Árbitro(s): [[]]                        | Árbitro(s): [[]] |

#### Final
| 23 de agosto de 2024 | Ainonvi FC | 0:3 | Edo Queens | Estadio Bouaké, Bouaké, Costa de Marfil |                  |
| 18:30                |            |     |            | Árbitro(s): [[]]                        | Árbitro(s): [[]] |

### UNIFFAC
Se definió 1 grupo. Avanza a la siguiente ronda quien ocupe el primer lugar. El torneo se desarrolló entre el 16 y el 24 de agosto de 2024 en Kinsasa, República Democrática del Congo.
El equipo ganador de esta edición asegura su lugar en la Liga de CMRpeones Femenina de la CAF 2024, representando a la UNIFFAC en el escenario continental.
| Pos. | Equipo            | Pts. | PJ | G | E | P | GF | GC | Dif. | Clasificación              |     | TPM | LFF | ATM | CDN |
| ---- | ----------------- | ---- | -- | - | - | - | -- | -- | ---- | -------------------------- | --- | --- | --- | --- | --- |
| 1    | TP Mazembe        | 7    | 3  | 2 | 1 | 0 | 12 | 1  | +11  | Avanza a Fase eliminatoria |     | —   | 1–1 |     | 7–0 |
| 2    | Lekié FF          | 5    | 3  | 1 | 2 | 0 | 6  | 1  | +5   |                            |     |     | —   |     | 0–0 |
| 3    | Atlético Malabo   | 3    | 3  | 1 | 0 | 2 | 3  | 11 | −8   |                            | 0–4 | 0–5 | —   |     |     |
| 4    | CSM Diables Noirs | 1    | 3  | 0 | 1 | 2 | 2  | 10 | −8   |                            |     |     | 2–3 | —   |     |

 Fuente: 
| 19 de agosto de 2024 | TP Mazembe | 7:0     | CSM Diables Noirs | Estadio de los Mártires, Kinsasa, República Democrática del Congo |                  |
| 13:00                |            | Reporte |                   | Árbitro(s): [[]]                                                  | Árbitro(s): [[]] |

| 19 de agosto de 2024 | Atlético Malabo | 0:5     | Lekié FF | Estadio de los Mártires, Kinsasa, República Democrática del Congo |                  |
| 17:00                |                 | Reporte |          | Árbitro(s): [[]]                                                  | Árbitro(s): [[]] |

| 21 de agosto de 2024 | Lekié FF | 0:0     | CSM Diables Noirs | Estadio de los Mártires, Kinsasa, República Democrática del Congo |                  |
| 13:00                |          | Reporte |                   | Árbitro(s): [[]]                                                  | Árbitro(s): [[]] |

| 21 de agosto de 2024 | Atlético Malabo | 0:4     | TP Mazembe | Estadio de los Mártires, Kinsasa, República Democrática del Congo |                  |
| 17:00                |                 | Reporte |            | Árbitro(s): [[]]                                                  | Árbitro(s): [[]] |

| 23 de agosto de 2024 | CSM Diables Noirs | 2:3 | Atlético Malabo | Estadio de los Mártires, Kinsasa, República Democrática del Congo |                  |
| 13:00                |                   |     |                 | Árbitro(s): [[]]                                                  | Árbitro(s): [[]] |

| 23 de agosto de 2024 | TP Mazembe | 1:1 | Lekié FF | Estadio de los Mártires, Kinsasa, República Democrática del Congo |                  |
| 17:00                |            |     |          | Árbitro(s): [[]]                                                  | Árbitro(s): [[]] |

### CECAFA
El sorteo para el torneo de clasificación para los equipos de la CECAFA (conocido como Liga de Campeones Femenina de la CECAFA) se realizó el 24 de julio de 2024 en Egipto. Se definieron 2 grupos, cada uno con 4 equipos. Avanzan a la siguiente ronda los dos primeros de cada grupo. El torneo en sí se desarrolló entre el 17 y el 23 de agosto en Adís Abeba, Etiopía.

##### Grupo A
| Pos. | Equipo               | Pts. | PJ | G | E | P | GF | GC | Dif. | Clasificación               |  | CBE | KPB | YJS | RYS |
| ---- | -------------------- | ---- | -- | - | - | - | -- | -- | ---- | --------------------------- |  | --- | --- | --- | --- |
| 1    | CBE                  | 9    | 3  | 3 | 0 | 0 | 9  | 3  | +6   | Avanzan a Fase eliminatoria |  | —   | 2–1 |     | 3–2 |
| 2    | Kenya Police Bullets | 4    | 3  | 1 | 1 | 1 | 2  | 2  | 0    | Avanzan a Fase eliminatoria |  |     | —   | 0–0 | 1–0 |
| 3    | Yei Joint Stars      | 4    | 3  | 1 | 1 | 1 | 2  | 5  | −3   |                             |  | 0–4 |     | —   | 2–1 |
| 4    | Rayon Sport          | 0    | 0  | 0 | 0 | 0 | 3  | 6  | −3   |                             |  |     |     | —   |     |

 Fuente: CECAFA
| 17 de agosto de 2024 | CBE | 3:2 | Rayon Sports | Estadio de Adís Abeba, Adís Abeba, Etiopía |                  |
| 15:00                |     |     |              | Árbitro(s): [[]]                           | Árbitro(s): [[]] |

| 18 de agosto de 2024 | Yei Joint Stars | 0:0 | Kenya Police Bullets | Estadio de Adís Abeba, Adís Abeba, Etiopía |                  |
| 15:00                |                 |     |                      | Árbitro(s): [[]]                           | Árbitro(s): [[]] |

| 20 de agosto de 2024 | Yei Joint Stars | 0:4 | CBE | Estadio de Adís Abeba, Adís Abeba, Etiopía |                  |
| 12:00                |                 |     |     | Árbitro(s): [[]]                           | Árbitro(s): [[]] |

| 20 de agosto de 2024 | Kenya Police Bullets | 1:0 | Rayon Sports | Estadio Abebe Bikila, Adís Abeba, Etiopía |                  |
| 15:00                |                      |     |              | Árbitro(s): [[]]                          | Árbitro(s): [[]] |

| 22 de agosto de 2024 | CBE | 2:1 | Kenya Police Bullets | Estadio Abebe Bikila, Adís Abeba, Etiopía |                  |
| 15:00                |     |     |                      | Árbitro(s): [[]]                          | Árbitro(s): [[]] |

| 22 de agosto de 2024 | Yei Joint Stars | 2:1 | Rayon Sports | Estadio de Adís Abeba, Adís Abeba, Etiopía |                  |
| 15:00                |                 |     |              | Árbitro(s): [[]]                           | Árbitro(s): [[]] |

##### Grupo B
| Pos. | Equipo                | Pts. | PJ | G | E | P | GF | GC | Dif. | Clasificación               |  | SBQ | KML | PVP | FAD  |
| ---- | --------------------- | ---- | -- | - | - | - | -- | -- | ---- | --------------------------- |  | --- | --- | --- | ---- |
| 1    | Simba Queens          | 7    | 3  | 2 | 1 | 0 | 10 | 2  | +8   | Avanzan a Fase eliminatoria |  | —   | 3–0 | 2–2 | 5–0  |
| 2    | Kawempe Muslim Ladies | 6    | 3  | 2 | 0 | 1 | 12 | 3  | +9   | Avanzan a Fase eliminatoria |  |     | —   |     | 10–0 |
| 3    | PVP Buyenzi           | 2    | 3  | 0 | 2 | 1 | 2  | 4  | −2   |                             |  |     | 0–2 | —   | 0–0  |
| 4    | FAD Club              | 1    | 3  | 0 | 1 | 2 | 0  | 15 | −15  |                             |  |     |     | —   |      |

 Fuente: CECAFA
| 19 de agosto de 2024 | PVP Buyenzi | 0:2 | Kawempe Muslim Ladies | Estadio de Adís Abeba, Adís Abeba, Etiopía |                  |
| 12:00                |             |     |                       | Árbitro(s): [[]]                           | Árbitro(s): [[]] |

| 19 de agosto de 2024 | Simba Queens | 5:0 | FAD Club | Estadio de Adís Abeba, Adís Abeba, Etiopía |                                    |
| 15:00                |              |     |          | Árbitro(s): Khadmallah Angato Koko         | Árbitro(s): Khadmallah Angato Koko |

| 21 de agosto de 2024 | Simba Queens | 3:0 | Kawempe Muslim Ladies | Estadio de Adís Abeba, Adís Abeba, Etiopía |                  |
| 12:00                |              |     |                       | Árbitro(s): [[]]                           | Árbitro(s): [[]] |

| 21 de agosto de 2024 | PVP Buyenzi | 0:0 | FAD Club | Estadio de Adís Abeba, Adís Abeba, Etiopía |                  |
| 12:00                |             |     |          | Árbitro(s): [[]]                           | Árbitro(s): [[]] |

| 23 de agosto de 2024 | Kawempe Muslim Ladies | 10:0 | FAD Club | Estadio de Adís Abeba, Adís Abeba, Etiopía |                  |
| 15:00                |                       |      |          | Árbitro(s): [[]]                           | Árbitro(s): [[]] |

| 23 de agosto de 2024 | Simba Queens | 2:2 | PVP Buyenzi | Estadio Abebe Bikila, Adís Abeba, Etiopía |                  |
| 15:00                |              |     |             | Árbitro(s): [[]]                          | Árbitro(s): [[]] |

#### Semifinales
|  | Semifinales                       | Semifinales                       |   |                                   | Final                             | Final |  |
|  |                                   |                                   |   |                                   |                                   |       |  |
|  |                                   |                                   |   |                                   |                                   |       |  |
|  | 26 de agosto, Adís Abeba, Etiopía |                                   |   |                                   |                                   |       |  |
|  | CBE                               | 2                                 |   |                                   |                                   |       |  |
|  | Kawempe Muslim Ladies             | 1                                 |   |                                   |                                   |       |  |
|  |                                   |                                   |   |                                   |                                   |       |  |
|  |                                   |                                   |   |                                   | 29 de agosto, Adís Abeba, Etiopía |       |  |
|  |                                   |                                   |   |                                   | CBE                               | 1     |  |
|  |                                   | Kenya Police Bullets              | 0 |                                   |                                   |       |  |
|  |                                   |                                   |   |                                   |                                   |       |  |
|  |                                   |                                   |   |                                   |                                   |       |  |
|  |                                   |                                   |   |                                   | Tercer lugar                      |       |  |
|  | 26 de agosto, Adís Abeba, Etiopía | 26 de agosto, Adís Abeba, Etiopía |   | 29 de agosto, Adís Abeba, Etiopía | 29 de agosto, Adís Abeba, Etiopía |       |  |
|  | Simba Queens                      | 2                                 |   | Kawempe Muslim Ladies             | 2                                 |       |  |
|  | Kenya Police Bullets              | 3                                 |   |                                   | Simba Queens                      | 0     |  |

| 26 de agosto de 2024 | CBE | 2:1 | Kawempe Muslim Ladies | Estadio de Adís Abeba, Adís Abeba, Etiopía |                  |
| 12:00                |     |     |                       | Árbitro(s): [[]]                           | Árbitro(s): [[]] |

| 26 de agosto de 2024 | Simba Queens | 2:3 | Kenya Police Bullets | Estadio de Adís Abeba, Adís Abeba, Etiopía |                  |
| 15:30                |              |     |                      | Árbitro(s): [[]]                           | Árbitro(s): [[]] |

#### Por el tercer lugar
| 29 de agosto de 2024 | Kawempe Muslim Ladies | 2:0 | Simba Queens | Estadio de Adís Abeba, Adís Abeba, Etiopía |                  |
| 12:00                |                       |     |              | Árbitro(s): [[]]                           | Árbitro(s): [[]] |

#### Final
| 29 de agosto de 2024 | CBE | 1:0 | Kenya Police Bullets | Estadio de Adís Abeba, Adís Abeba, Etiopía |                  |
| 15:00                |     |     |                      | Árbitro(s): [[]]                           | Árbitro(s): [[]] |

### COSAFA
La COSAFA organizó un torneo de clasificación para sus países conocido como la Liga de Campeones Femenina de la COSAFA para clasificar a sus ganadoras. Se realizó entre el 15 y el 24 de agosto de 2024 y la competición en sí tuvo lugar en Blantire, Malawi. Ocho equipos fueron sorteados en dos grupos de cuatro y los dos primeros de cada grupo avanzaron a la fase eliminatoria (semifinales).
Todas las horas son hora estándar de Sudáfrica ( UTC+2 ).

#### Grupo A
| Pos. | Equipo           | Pts. | PJ | G | E | P | GF | GC | Dif. | Clasificación               |  | UWC | HRQ | FCO | GRB |
| ---- | ---------------- | ---- | -- | - | - | - | -- | -- | ---- | --------------------------- |  | --- | --- | --- | --- |
| 1    | UWC Ladies       | 6    | 3  | 2 | 0 | 1 | 5  | 2  | +3   | Avanzan a Fase eliminatoria |  | —   |     |     | 0–1 |
| 2    | Herentals Queens | 6    | 3  | 2 | 0 | 1 | 5  | 3  | +2   | Avanzan a Fase eliminatoria |  | 1–2 | —   | 3–1 |     |
| 3    | Ongos SC         | 3    | 3  | 1 | 0 | 2 | 3  | 7  | −4   |                             |  | 0–3 |     | —   |     |
| 4    | Green Buffaloes  | 3    | 3  | 1 | 0 | 2 | 2  | 3  | −1   |                             |  | 0–1 | 1–2 | —   |     |

 Fuente: COSAFA
| 15 de agosto de 2024 | Herentals Queens | 3:1     | Ongos SC | Estadio Mpira, Blantire, Malaui |                  |
| 12:00 UTC+02:00      |                  | Reporte |          | Árbitro(s): [[]]                | Árbitro(s): [[]] |

| 15 de agosto de 2024 | UWC Ladies | 0:1     | Green Buffaloes | Estadio Mpira, Blantire, Malaui |                  |
| 15:00 UTC+02:00      |            | Reporte |                 | Árbitro(s): [[]]                | Árbitro(s): [[]] |

| 17 de agosto de 2024 | Green Buffaloes | 0:1     | Herentals Queens | Estadio Mpira, Blantire, Malaui |                  |
| 12:00 UTC+02:00      |                 | Reporte |                  | Árbitro(s): [[]]                | Árbitro(s): [[]] |

| 17 de agosto de 2024 | Ongos SC | 0:3     | UWC Ladies | Estadio Mpira, Blantire, Malaui |                  |
| 15:00 UTC+02:00      |          | Reporte |            | Árbitro(s): [[]]                | Árbitro(s): [[]] |

| 19 de agosto de 2024 | Green Buffaloes | 1:2     | Ongos SC | Estadio Mpira, Blantire, Malaui |                  |
| 12:00 UTC+02:00      |                 | Reporte |          | Árbitro(s): [[]]                | Árbitro(s): [[]] |

| 19 de agosto de 2024 | Herentals Queens | 1:2     | UWC Ladies | Estadio Mpira, Blantire, Malaui |                  |
| 15:00 UTC+02:00      |                  | Reporte |            | Árbitro(s): [[]]                | Árbitro(s): [[]] |

#### Grupo B
| Pos. | Equipo                       | Pts. | PJ | G | E | P | GF | GC | Dif. | Clasificación               |  | GBU | YBU | UDL | ASA |
| ---- | ---------------------------- | ---- | -- | - | - | - | -- | -- | ---- | --------------------------- |  | --- | --- | --- | --- |
| 1    | Gaborone United              | 5    | 3  | 1 | 2 | 0 | 4  | 3  | +1   | Avanzan a Fase eliminatoria |  | —   | 1–1 | 0–0 | 3–2 |
| 2    | Young Buffaloes              | 4    | 3  | 1 | 1 | 1 | 6  | 3  | +3   | Avanzan a Fase eliminatoria |  |     | —   | 4–0 | 1–2 |
| 3    | União Desportiva de Lichinga | 4    | 3  | 1 | 1 | 1 | 1  | 4  | −3   |                             |  |     |     | —   | 1–0 |
| 4    | Ascent Soccer Academy        | 3    | 3  | 1 | 0 | 2 | 4  | 5  | −1   |                             |  |     |     | —   |     |

 Fuente: COSAFA
| 16 de agosto de 2024 | Gaborone United | 0:0     | União Desportiva de Lichinga | Estadio Mpira, Blantire, Malaui |                  |
| 12:00 UTC+02:00      |                 | Reporte |                              | Árbitro(s): [[]]                | Árbitro(s): [[]] |

| 16 de agosto de 2024 | Ascent Soccer Academy | 2:1     | Young Buffaloes | Estadio Mpira, Blantire, Malaui     |                                     |
| 15:00 UTC+02:00      |                       | Reporte |                 | Árbitro(s): Nonjabulo Nonhle Ndlela | Árbitro(s): Nonjabulo Nonhle Ndlela |

| 18 de agosto de 2024 | Gaborone United | 1:1     | Young Buffaloes | Estadio Mpira, Blantire, Malaui        |                                        |
| 12:00 UTC+02:00      |                 | Reporte |                 | Árbitro(s): Cacilda Francisco Fernando | Árbitro(s): Cacilda Francisco Fernando |

| 18 de agosto de 2024 | União Desportiva de Lichinga | 1:0     | Ascent Soccer Academy | Estadio Mpira, Blantire, Malaui |                                 |
| 15:00 UTC+02:00      |                              | Reporte |                       | Árbitro(s): Chipo Mercy Mayimbo | Árbitro(s): Chipo Mercy Mayimbo |

| 20 de agosto de 2024 | Young Buffaloes | 4:0     | União Desportiva de Lichinga | Estadio Mpira, Blantire, Malaui     |                                     |
| 12:00 UTC+02:00      |                 | Reporte |                              | Árbitro(s): Nonjabulo Nonhle Ndlela | Árbitro(s): Nonjabulo Nonhle Ndlela |

| 20 de agosto de 2024 | Gaborone United | 3:2     | Ascent Soccer Academy | Estadio Mpira, Blantire, Malaui |                             |
| 15:00 UTC+02:00      |                 | Reporte |                       | Árbitro(s): Gloria Sambumba     | Árbitro(s): Gloria Sambumba |

#### Fase eliminatoria
En la fase eliminatoria, se podrá utilizar el sistema de tiempos extra y tandas de penaltis, si es necesario, para los desempates si el marcador está empatado después del tiempo reglamentario normal.
|  | Semifinales                    | Semifinales     |       |  | Final                          | Final |  |
|  |                                |                 |       |  |                                |       |  |
|  | 22 de agosto, Blantire, Malawi |                 |       |  |                                |       |  |
|  | UWC Ladies                     | 6               |       |  |                                |       |  |
|  | Young Buffaloes                | 0               |       |  |                                |       |  |
|  |                                |                 |       |  |                                |       |  |
|  |                                |                 |       |  | 24 de agosto, Blantire, Malawi |       |  |
|  |                                |                 |       |  | UWC Ladies                     | 1 (9) |  |
|  |                                | Gaborone United | 1 (8) |  |                                |       |  |
|  |                                |                 |       |  |                                |       |  |
|  |                                |                 |       |  |                                |       |  |
|  |                                |                 |       |  |                                |       |  |
|  | 22 de agosto, Blantire, Malawi |                 |       |  |                                |       |  |
|  | Gaborone United                | 1               |       |  |                                |       |  |
|  | Herentals Queens               | 0               |       |  |                                |       |  |

#### Semifinales
| 22 de agosto de 2024 | Gaborone United | 1:0     | Herentals Queens | Estadio Mpira, Blantire, Malaui |                               |
| 12:00 UTC+02:00      |                 | Reporte |                  | Árbitro(s): Vistoria Shangula   | Árbitro(s): Vistoria Shangula |

| 22 de agosto de 2024 | UWC Ladies | 6:0     | Young Buffaloes | Estadio Mpira, Blantire, Malaui |                                 |
| 15:00 UTC+02:00      |            | Reporte |                 | Árbitro(s): Chipo Mayimbo Mercy | Árbitro(s): Chipo Mayimbo Mercy |

#### Final
| 24 de agosto de 2024 | UWC Ladies                                                                             | 1:1 t.s. (9:8 p.)          | Gaborone United                                                                          | Estadio Mpira, Blantire, Malaui         |                                         |
| 15:00 UTC+02:00      |                                                                                        |                            |                                                                                          | Árbitro(s): Nteboheleng Theresia Setoko | Árbitro(s): Nteboheleng Theresia Setoko |
|                      |                                                                                        | Tiros desde el punto penal |                                                                                          |                                         |                                         |
|                      | - Maponya - Gamede - Cesane - Kortjie - Ndlovu - Dlamini - Magama - Mhlongo - Mhlakaza |                            | - Mochawe - Modise - Dithebe - Moloi - Ontlametse - Busang - Baeletsi - Maponga - Tlamma |                                         |                                         |